# Richard Spaight Donnell
Richard Spaight Donnell (ur. 20 września 1820 w New Bern, Karolina Północna, zm. 3 czerwca 1867 w New Bern, Karolina Północna) – amerykański prawnik i polityk związany z Partią Wigów.
W latach 1847–1849 był przedstawicielem stanu Karolina Północna w Izbie Reprezentantów Stanów Zjednoczonych.
Jego dziadek, Richard Dobbs Spaight był również przedstawicielem stanu Karolina Północna w Izbie Reprezentantów Stanów Zjednoczonych, a także gubernatorem tego stanu.